# Lepidotes
Lepidotes és un gènere extint d'actinopterigis semionòtids, amb sinònim més acceptat per a l'ordre de Lepisosteiformes, que van viure del Triàsic superior al Cretaci inferior en els oceans i aigües dolces de tot el món. Va ser un neopterigi primitiu, més avançat que els actinopterigis primitius anteriors. Lepidotes era gairebé tan llarg com un home adult, amb 1,7 metres de llarg, encara que algunes espècies no mesuraven més de 30 centímetres. Tenia un cos més avançat que els primitius condrostis, més alt, més gran, una bufeta natatòria i mandíbules més curtes, però amb mossegada més gran. No obstant això, les seves escates eren similars a les dels condrostis: eren escates esmaltades que semblaven files de teules. Posseïen fortes dents amb els quals molien i esmicolaven bivalves. Malgrat la seva grandària i duresa d'escates, Lepidotes era depredat per altres animals, com el dinosaure Baryonyx. En un fòssil d'aquest dinosaure es van trobar les escates d'aquest peix.